# Liste der Landschaftsschutzgebiete im Landkreis Rottweil
Im Landkreis Rottweil gibt es 40 Landschaftsschutzgebiete. Nach der Schutzgebietsstatistik der Landesanstalt für Umwelt, Messungen und Naturschutz Baden-Württemberg (LUBW) stehen 7.024,24 Hektar der Landkreisfläche unter Landschaftsschutz, das sind 9,13 Prozent.

## Ehemalige Landschaftsschutzgebiete
| Name                                                      | Bild | Kennung | Einzelheiten | Position | Fläche Hektar | Datum                           |
| --------------------------------------------------------- | ---- | ------- | --- | -------- | ------------- | ------------------------------- |
| Heckengelände im Gewand Dedenberg, Krautgärten und Föhrle | BW   |         | Dunningen Heckenlandschaft mit gutem Überblick über die Karstlandschaft. Aufgegangen in LSG „Heckengelände zwischen Dunningen und Seedorf“. | ⊙        | 65            | 10. Nov. 1950 bis 9. Sep. 1993  |
| Scheibenbühl                                              | BW   |         | Dietingen Kuppe mit Hecken und Gebüsch, einzelne Forchen und Eichen. Aufgegangen in LSG „Landschaft um Gößlingen“.                          | ⊙        | 6             | 10. Nov. 1950 bis 22. Aug. 1966 |
| Viehhalde                                                 | BW   |         | Dietingen Steilhang, Schafweide mit Wacholdern, Hecken und Einzelbäumen. Aufgegangen in LSG „Landschaft um Gößlingen“.                      | ⊙        | 10            | 10. Nov. 1950 bis 22. Aug. 1966 |
| Primtalhalde, Schloßhalde                                 | BW   |         | Rottweil Talhang, Felsen und Weide mit Bäumen. Aufgegangen in LSG „Schwarzer Felsen - Höllenstein“.                                         | ⊙        | 1,5           | 10. Nov. 1950 bis 29. Juni 1990 |
| Legende für Landschaftsschutzgebiet                       |      |         | |          |               |                                 |